# Бонем, Милледж Люк
Ми́лледж Люк Бо́нем (англ. Milledge Luke Bonham, 25 декабря 1813 — 27 августа 1890) — американский политик, конгрессмен, губернатор Южной Каролины. Во время гражданской войны был генералом армии Конфедеративных Штатов Америки.

## Довоенная жизнь и карьера
Милледж Бонем родился около Ред-Бэнка (сегодня это Салуда), Южная Каролина, в семье выходцев из штата Вирджинии — капитана Джеймса Бонема и Софи Смит Бонем, племянницы капитана Джеймса Батлера — главы известной южнокаролинской семьи. Милледж приходился двоюродным братом Эндрю Пикенсу Батлеру, сенатору США от Южной Каролины.
Обучался в частных школах Эджфилда и Эббивилла. В 1834 году с отличием окончил университет Южной Каролины в Колумбии. Во время Семинольской войны в 1836 году служил майором и адъютантом генерала в Южнокаролинской бригаде. В том же году его старший брат Джеймс Батлер Бонем погиб в битве за Аламо.
Бонем изучал юриспруденцию и в 1837 году был принят в коллегию адвокатов, тогда же начал практику в Эджфилде. Во время американо-мексиканской войны он был подполковником, а затем полковником 12-го пехотного полка. По возвращении домой Бонем стал генерал-майором Южнокаролинской милиции. Занявшись политикой, с 1840 по 1843 год он работал в палате представителей. 13 ноября 1845 года он женился на Энн Пейшенс Гриффин. В период 1848—1857 годов Бонем был адвокатом по южному округу Южной Каролины. В 1857 году он был избран в Конгресс 35-го созыва, сменив там своего кузена Престона Смита Брукса. В Конгрессе 36-го созыва он находился с 4 марта 1857 года вплоть до своей отставки 21 декабря 1860 года.

## Гражданская война
В начале 1861 года, южные штаты, которые уже вышли из состава Союза, назначили специальных уполномоченных для поездки в другие рабовладельческие штаты, ещё не вышедшие из США. Бонем был направлен представителем Южной Каролины в конвент штата Миссисипи по вопросу сецессии, на которой пытался убедить местных политиков проголосовать за выход из Союза.
В феврале 1861 года губернатор Френсис Пикенс присвоил Бонему звание генерал-майора ополчения Южной Каролины и назначил его командующим Армией Южной Каролины. Чуть позже, 23 апреля 1861 года он получил звание бригадного генерала в армии Конфедерации, и с 19 апреля 1861 года, командовал первой бригадой в Потомакской армии Пьера Густава Борегара. Бригада Бонема состояла из шести полков:
- 21-й Северокаролинский пехотный полк Уильяма Киркланда
- 2-й Южнокаролинский пехотный полк Джозефа Кершоу
- 3-й Южнокаролинский пехотный полк Джеймса Уильямса
- 7-й Южнокаролинский пехотный полк Томаса Бэкона
- 8-й Южнокаролинский пехотный полк Эллерби Кэша
- 8-й Луизианский пехотный полк Генри Келли
- Кавалерийский эскадрон Уильямса Уикема
- 30-й Вирджинский кавполк (роты С и G)
- Кавалерийский эскадрон Манфорда
- (C 20 апреля по 9 июля в этой бригаде числился 1-й Южнокаролинский пехотный полк Макси Грегга)

Бригада участвовала в Первом сражении при Манассасе, в ходе которого бригада, две артиллерийские батареи и 6 кавалерийских рот обороняла брод Митчела через реку Булл-Ран. Бригады Кершоу и Кэша успели принять участие в бою за холм Генри и были использованы для преследования отступающего противника.
27 января 1862 года он ушёл в отставку, чтобы войти в Конгресс Конфедерации. 17 декабря 1862 года Генеральная ассамблея Южной Каролины тайным голосованием избрала Бонема губернатором штата. В этой должности он находится до декабря 1864 года. В течение этого срока генеральная ассамблея приняла запрет против винокурения в 1863 году, и в том же году предписала увеличить сельскохозяйственные угодья для производства продуктов питания за счёт сокращения хлопковых плантаций. 16 февраля 1865 года Бонем возвращается в армию Конфедерации в своём прежнем чине бригадного генерала, и вплоть до окончания войны активно занимался набором пополнения для армии.

## Звания
- генерал-майор милиции штата Южная Каролина — с 10 февраля 1861 года
- бригадный генерал — с 23 апреля 1861 года по 27 января 1862 года
- бригадный генерал — с 16 февраля 1865 года

## Послевоенная деятельность
С 1865 по 1878 год Бонем занимается страховым бизнесом в Эджфилде и Аталанте, Джорджия. Вернувшись в политику, он снова становится членом южнокаролинской палаты представителей в 1865-1866 годах, и делегатом национального съезда демократической партии в 1868 году. В 1871 и в 1874 годах входил в состав собрания налогоплательщиков Южной Каролины. Уйдя от общественных дел, возвращается к адвокатской практике в Эджфилде, занимается земледелием. В 1878 году Бонем назначается государственным уполномоченным по железнодорожным вопросам в Уайт-Салфер-Спрингс, Западная Виргиния. И служит в этой должности вплоть до самой смерти. Милледж Люк Бонем был похоронен на кладбище Элмвуд в Колумбии.